# I quattro giusti
I quattro giusti (The Four Just Men) è il romanzo d'esordio di Edgar Wallace, pubblicato nel 1905 .

## Storia editoriale
Wallace decise di autopubblicare il suo primo romanzo e a tale scopo fondò una piccola casa editrice, la "Tallis Press". Convinto della bontà della soluzione, per pubblicizzarlo Wallace lanciò un concorso a premi, offrendo la somma di 500 sterline a chi fosse riuscito a indovinare il metodo utilizzato per commettere l'omicidio; a questo scopo, la prima edizione uscì priva dell'ultimo capitolo. Commise però un errore fatale nella formulazione del concorso, omettendo di specificare che il premio sarebbe spettato solo al primo lettore che avesse inviato la soluzione corretta. Decine di persone rivendicarono il premio e Wallace fu costretto a dichiarare bancarotta e a vendere i diritti del romanzo all'editore Newnes per 75 sterline.

## Trama
Il thriller racconta le imprese di quattro vendicatori che si impegnano a catturare e punire vari malfattori. Nel romanzo orientano la propria attenzione verso il Ministro degli Esteri del Governo Britannico. Questi è Sir Philip Ramon, un politico caparbio: si batte per introdurre una legge che rispedisca nei paesi d'origine rifugiati nel Regno Unito. I giustizieri hanno annunciato l'intenzione di ucciderlo per ritorsione contro la legge liberticida.

## Personaggi principali
- Leon Gonsalez, George Manfred, Raymond Poiccart - i Giusti
- Miguel Thery alias Salmont - un tipo equivoco
- Sir Philip Ramon - Ministro degli Esteri
- Falmouth - Sovrintendente di Scotland Yard
- Billy Marks - borseggiatore

## Edizioni
- Quattro uomini giusti, traduzione di A. Salvadore, Milano, Delta, 1930.
- I quattro giusti, trad. Gino Dall'Armi, Milano, Mondadori, 1973-2019; De Agostini, 1990; Bagno a Ripoli, Passigli, 2009.
- I quattro giusti, trad. Alda Carrer, Milano, Garden Editoriale, 1988; Roma, Newton Compton, 1993.
- I quattro giusti, trad. adattata di S. Fabri, Milano, Mondadori, 1994.
- I quattro giusti, trad. Giovanni Viganò, Milano, Polillo, 2014.